# 幻想小曲集作品88 (シューマン)
幻想小曲集（ドイツ語: Phantasiestücke）作品88は、ロベルト・シューマンが作曲したピアノ三重奏のための曲集。
ピアノ三重奏のためのシューマン最初の作品として「室内楽の年」である1842年の12月に作曲されたが、シューマンは改稿の必要を感じていた。ライプツィヒを去る直前の1844年12月8日の演奏会で取り上げられるものの、その後もシューマンは「三重奏曲イ短調」に繰り返し改訂を加え、特に終曲は大きく短縮されたうえに一度は削除することも検討された。現行の題名となった作品が出版されたのは1850年で、ピアノ三重奏曲第1番や第2番よりも後となった。シューマンは「まったく違う、とても繊細な性格の」(ganz anders, ganz leiser Natur) 作品と述べている。
全4曲からなり、演奏時間は20分程度。伝統的な多楽章ソナタの構成からは離れているが、イ短調 - ヘ長調 - ニ短調 - イ短調/イ長調という調性の配置や最終曲の造形からは、全曲が一体の作品として構想されていることがうかがえる。
表情豊かで憂愁を帯びた「ロマンツェ」に続いて、活発な行進曲調の第2曲「フモレスケ」は二部からなる中間部を持ち、1つ目のエピソードに「ロマンツェ」の旋律が現われる。第3曲「デュエット」はメンデルスゾーンの無言歌を思わせ、ふたたび行進曲のリズムをもつ「フィナーレ」は自由な変奏曲もしくは三部形式で、長調の終結部が静かに消えていったあと、一転して華やかに結ばれる。
1. ロマンツェ：速くなく、親密な表現で（Romanze. Nicht schnell, mit innigem Ausdruck）
2. フモレスケ：快活に（Humoreske. Lebhaft）
3. デュエット：ゆるやかに、表情豊かに（Duett. Langsam und mit Ausdruck）
4. フィナーレ：行進曲のテンポで（Finale. Im Marschtempo）